# Palazzo Melzi
Palazzo Melzi, è un palazzo storico situato in Santa Maria Capua Vetere. Negli anni è stato sede della curia capuana, municipio, tribunale e in ultimo sede universitaria dell'università degli Studi della Campania Luigi Vanvitelli.
È situato a fianco della Basilica di Santa Maria Maggiore. Sulla facciata esterna è stata mantenuta l'iscrizione "Palazzo di Giustizia", in memoria della sua vecchia funzione; nell'attuale aula magna invece rimane la grande statua del re Vittorio Emanuele II.

## Storia
Il palazzo fu edificato tra gli anni 1630 e il 1636 su volere del cardinale Camillo Melzi, allora arcivescovo di Capua, per ospitare il Palazzo della mensa arcivescovile. L'edificio fu poi ampliato ed abbellito dall'arcivescovo Giovanni Antonio Melzi tra il 1661 il 1687.
Nel 1734, nel corso della guerra di successione polacca, al sopraggiungere delle truppe spagnole, l'arcivescovo Mondillo Orsini si trasferì nel palazzo Melzi. Durante l'età napoleonica col regno Giuseppe Bonaparte del 1806, il palazzo fu adibito a sede del tribunale - funzione che impose una ristrutturazione dell'edificio eseguita dall'ingegnere Pietro Tramunto - ed ospitò, fino al 1862, anche il municipio. Nel 1898 furono ospitati anche un ufficio postale e l'ufficio del registro. Da allora seguirono altri numerosi interventi di ristrutturazione fino al 1924. Nel 1987, il tribunale si trasferì nel nuovo edificio e ritornarono per poco tempo gli uffici del municipio.
Infine nel 1992 trovò sistemazione prima la facoltà universitaria di giurisprudenza dell'università degli Studi della Campania Luigi Vanvitelli e del relativo dipartimento universitario poi a seguito di un'opera di restauro edilizio avvenuta tra il 2002 ed il 2006.